# Litoria auae
Litoria auae é uma espécie de anfíbio anuros da família Hylidae. Está presente na Papua Nova Guiné. A UICN classificou-a como pouco preocupante.